# Jean de La Vignolle
Jean de La Vignolle, docteur in utroque jure mort en 1495 ou 1496, est un religieux angevin du XVe siècle. Il était un personnage important tant du roi René d'Anjou que du roi de France Louis XI. Sa fonction principale était doyen de la cathédrale Saint-Maurice d'Angers (1465 - 1495) et celui de la collégiale Saint-Laud d'Angers (1473 - 1485). Il était aussi un témoin que le duché d'Anjou fut récupéré par le royaume de France, sous le règne de Louis XI.

## Historique

### Sa famille
On ne sait ni sa date de naissance ni ses parents.
Ce qui reste connu est le nom de neveu ; René de La Vignolle lui succéda en 1485, en prenant les fonctions auprès de la collégiale Saint-Laud d'Angers.
Il est vraisemblable que Jean de La Vignolle était issu de la même famille de François de La Vignolle. Ce dernier était un gentilhomme de la région de Saumur, ancien serviteur important de René d'Anjou. François était réputé par sa générosité pour Marguerite d'Anjou, sans ressource. Elle fut accueillie par lui, en passant ses derniers jours dans un de ses manoirs.    
Selon la tradition, il était, depuis 1474, le propriétaire du dit manoir de La Vignolle à Turquant.

### Formation et ses premières carrières
On sait peu de ses carrières avant 1457.
Sans doute fut-il formé à l'université d'Angers car en 1456 il se qualifiait comme greffier.
Jusqu'en 1461, il fut chanoine de Laon ainsi que celui de Saint-Jean dont l'identification de lieu reste difficile.

### Service pour René d'Anjou
Il devint en 1457 notaire et secrétaire du roi René d'Anjou.
Par ailleurs, en 1461, il fut élu membre du parlement de Paris, sous le règne de Charles VII qui favorisait les chapitres d'Angers. Cependant, sans doute interféré par le nouveau roi de France Louis XI qui fut sacré à Reims le 15 août, son nom disparut au parlement jusqu'en 1469.

### Fonctions importantes à Angers
À nouveau installé à Angers sous la protection du bon roi René, Jean de La Vignolle cumula de nombreuses fonctions importantes. À partir de cette année 1461 jusqu'à sa mort en 1495, il fut chanoine. Il fut nommé doyen de la cathédrale Saint-Maurice d'Angers en 1465, dont il gardait la fonction, de même pendant toute sa vie. Entre 1469 et 1485, il fut vicaire épiscopal, d'abord sous l'évêque Jean de la Balue. De surcroît, il fut chargé d'être chanoine et doyen de la collégiale Saint-Laud d'Angers en 1473. Certes, il quitta ces fonctions à Saint-Laud en 1485. Mais, s'il se résigna, c'était pour que lui succède son neveu René de La Vignolle.
Pareillement, le roi René confia à ce religieux, le 30 octobre 1467, président des Grands Jours d'Anjou ainsi que, trois jours plus tard, président de la Chambre des comptes d'Anjou. Ces fonctions furent conservées par lui, jusqu'à ce que le conflit entre René d'Anjou et Louis Xi bouleverse la situation politique d'Angers, définitivement en 1477,.

### Testament de René d'Anjou et service pour Louis XI
Le 12 ou 22 juillet 1474, René d'Anjou rédigea son troisième et dernier testament. Il léguait l'Anjou et la Provence à son neveu, comte Charles du Maine, ainsi que la Lorraine et le Bar à René II de Lorraine. Secrétaire fidèle de René d'Anjou, il était l'un des onze exécuteurs testamentaires. Toutefois, Palamède de Forbin, conseilleur de Jean II de Lorraine, avait trouvé une clause dans l'acte de mariage de Béatrice de Provence et de Charles Ier de Sicile, selon laquelle, en cas d'absence d'héritier masculin direct, il fallait que la Provence revienne à la couronne de France. En colère, Louis XI arriva à Angers le 31 juillet, avec son armée. En février 1475, la mairie fut définitivement établie, en faveur des bourgeoises que le roi de France favorisait. 
Cet événement dut affecter les fonctions de Jean de La Vignolle. Dorénavant, il penchait vers le roi de France. En effet, l'évêque d'Angers était vacant après que Jean de la Balue avait commis la trahison contre Louis XI, en faveur du duc de Bourgogne Charles le Téméraire. Entre 1474 et 1476, Louis XI lui confia l'administration du diocèse.
Après avoir écouté l'avis des chanoines, le roi déclara en novembre 1475 qu'il demanderait au pape de nommer Jean de La Vignolle. Toutefois, l'ambition de Jean de La Vignolle n'eut pas été réalisée. Par lettre datée du 12 janvier 1476, le roi manifesta sa préférence, en favorisant le retour de l'ancien évêque Jean II de Beauvau, :

« De par le Roy,
Chiers et bien ames, nous avons receu vos lettres que ecrivites nous par Mtres Clerambault et George Blocet, vos freres et chanoines de la dite esglise, et des sacrements, qui sainctement et justement ne se peuvent administrer par default de pasteur ; et nous requerez que jusqu'a ce que vous ayiez un evesque paisible, que veillons escrire a N. S. Pere qu'il veuille commettre et instituer nostre ame et feal conseiller Me Jehan de la Vignolle, doyen de la dite esglise, et estre vicaire, et lui bailler l'administration, regime et gouvernement du spirituel du dit evesche ; et pour ce que desirons singulierement vostre esglise estre bien traictee, et les saincts sacrements estre bien et sainctement administres pour le salut et prouffit de ames ; nous escrivons presentement au S. Pere, que s'il ne veut entierement et pleinement restituer Me Jehan de Beauvau a l'eveche d'Angers ; que, en ce cas, il commette le regime et administration au spirituel de icelui eveche, au dict de la Vignolle. Et autres choses nous emploierons volontiers pour le bien de la dite esglise et d'entre vous. Donne au Plesssys du Parc, le XIIe jour de Janvier. »

— LOYS (signature de Louis XI).
À la suite de la recommandation de Louis XI, le pape Sixte IV fit rétablir le droit de Jean II de Beauvau, avec le titre de l'évêque dans l'Église universelle, et sans toucher le statut du cardinal Jean de la Balue en prison. Jean de La Vignolle ne put pas être élu. 
Après cet échec de nomination, Jean de La Vignolle perdit la confiance et la grâce de René d'Anjou. Il dut renoncer ses fonctions de carrière civile en 1477, c'est-à-dire président des Grands Jours d'Anjou et celui de la Chambre des comptes d'Anjou. Le roi René, toujours en Provence, exprima cette décision le 8 août, officiellement, « pour ce que il estoit grandement pourveu au service de monseigneur le roi,. »
Encore Jean de La Vignolle restait-il en fonction à Angers, en tant que religieux jusqu'à sa mort. À la suite de la disparition de Jean II de Beauvau en 1479, Louis XI fit remplacer sa fonction maintenant par son favori Auger de Brie, et non par le doyen Jean qui était en plein service. Il s'agissait de véritables interventions politiques du roi de France.

### Décès
Le 10 juillet 1480 décéda son ancien protecteur, René d'Anjou. En août 1481, son corps fut transféré à Angers. Hommage particulier, c'était lui qui présida une messe à la chapelle Saint-Bernardin du couvent des Cordeliers d'Angers, puis déposa le cœur de René, qui avait été séparé de son corps, dans un trou creusé au sein d'un mur situé devant l'autel de saint Michel.       
Après le trépas de René d'Anjou, en 1485, le doyen de la cathédrale cessa sa charge auprès de la collégiale à son neveu René de La Vignolle.
Le 10 avril 1494, il rédigea son testament, selon lequel il ferait cent cinquante écus d'or de don à la collégiale de Saint-Laud,.    
Après ce testament, n'existe plus la trace de Jean de La Vignolle dans les archives. Il semble qu'en 1494 ou plus vraisemblablement en 1495, il ait pris sa retraite. La date de son décès non plus, elle n'est pas connue. Souvent, l'année du trépas est attribuée à 1495, tel Jean-Michel de Matz, spécialiste des religieux de la cathédrale d'Angers. Toutefois, ce dernier donne dorénavant l'année 1496, dans son dernier livre L'Anjou des princes sorti en 2017.  
Il aurait été inhumé dans la chapelle Sainte-Anne auprès de la cathédrale d'Angers, tout ce qu'il voulait dans son testament.

## Diplôme
En 1456, il se qualifia en tant que greffier du conservateur des privilèges de l'université d'Angers.
Il obtint en 1470 son doctorat in utroque jure.